# HMS Pink (K137)
HMS Pink (K137) je bila korveta razreda flower Kraljeve vojne mornarice, ki je bila operativna med drugo svetovno vojno.

## Zgodovina
Ladjo je 27. junija 1944 torpedirala in težko poškodovala nemška podmornica U-988 pred Normandijo. Ker je bila težko poškodovana, so jo razglasili za popolno izgubo in jo nato leta 1947 razrezali v Llanellyju.